# Тэйлор-Фаррелл, Истон
Джозеф Истон Тэйлор-Фаррелл (англ. Easton Taylor-Farrell — политический и государственный деятель заморской территории Великобритании Монтсеррат,  премьер-министр Монтсеррата с 2019 года, предприниматель. Лидер политической партии «Движение за перемены и процветание» с 2016 года.
Родился в г. Плимут (Монтсеррат). До занятия политикой был бизнесменом.
В 2006 году стал депутатом Законодательного собрания Монтсеррата. С 2017 по ноябрь 2019 года был  лидером оппозиции Законодательного собрания острова.
Занимал пост министра сельского хозяйства, земель, жилищного строительства и окружающей среды Монтсеррата. С 25 ноября 2019 года — министр финансов.